# Токтогул
Токтогул (до середини XX ст. — Музтор; кирг. Токтогул) — місто в Киргизстані, центр Токтогульського району Джалал-Абадської області. За переписом населення 2009 року в місті проживало 16 429 осіб. Назване на честь акина Токтогула Сатилганова.
Статус міста з 27 вересня 2012 року.

## Уродженці
- Дядченко Сергій Петрович (1979—2017) — старший сержант Збройних сил України, учасник російсько-української війни.